# Les Gavatxes
Les Gavatxes és una masia del terme del poble de Salarça, dins del municipi de Camprodon, a la comarca catalana del Ripollès. Es troba al costat de la carretera entre Beget i Oix, sobre el vessant sud de la riera de Salarça.